# Rosita Missoni
Rosita Missoni (née Rosita Jelmini le 20 novembre 1931 à Golasecca et morte le 2 janvier 2025) est une créatrice de mode italienne, fondatrice avec son mari Ottavio Missoni de la maison Missoni.

## Biographie
Rosita Jelmini naît le 20 novembre 1931 à Golasecca, dans une famille d’artisans textiles, spécialisés dans la fabrication de châles et installés dans la région de Milan.
Elle rencontre Ottavio Missoni en 1948 lorsqu’il participe aux Jeux olympiques de Londres, et l’épouse en 1953. Ils développent ensuite leur activité de mode sous le nom de Missoni. La marque devient célèbre pour ses vêtements colorés en maille à motifs zigzag, fabriqués sur des machines « Raschel » comme celles utilisées par la famille de Rosita Missoni pour la confection de châles. Rosita Missoni cite par exemple Sonia Delaunay dans ses inspirations.
À partir de 1997, ce sont les enfants du couple, Angela, Luca et Vittorio Missoni, qui prennent la tête de la maison de mode en se répartissant les aspects créatifs et financiers, tandis que Rosita Missoni développe Missoni Home et se dédie à la décoration d’intérieur en réutilisant d’anciens motifs. 
Vittorio et Ottavio Missoni décèdent tous deux en 2013.
Rosita Missoni habite dans une maison à Sumirago depuis 1970, qu’elle a décorée de façon colorée et exubérante, avec une certaine proportion de pièces chinées sur des marchés aux puces. Elle y reçoit régulièrement des journalistes spécialisés.
Rosita Missoni meurt le 2 janvier 2025 à l’âge de 93 ans.

## Postérité

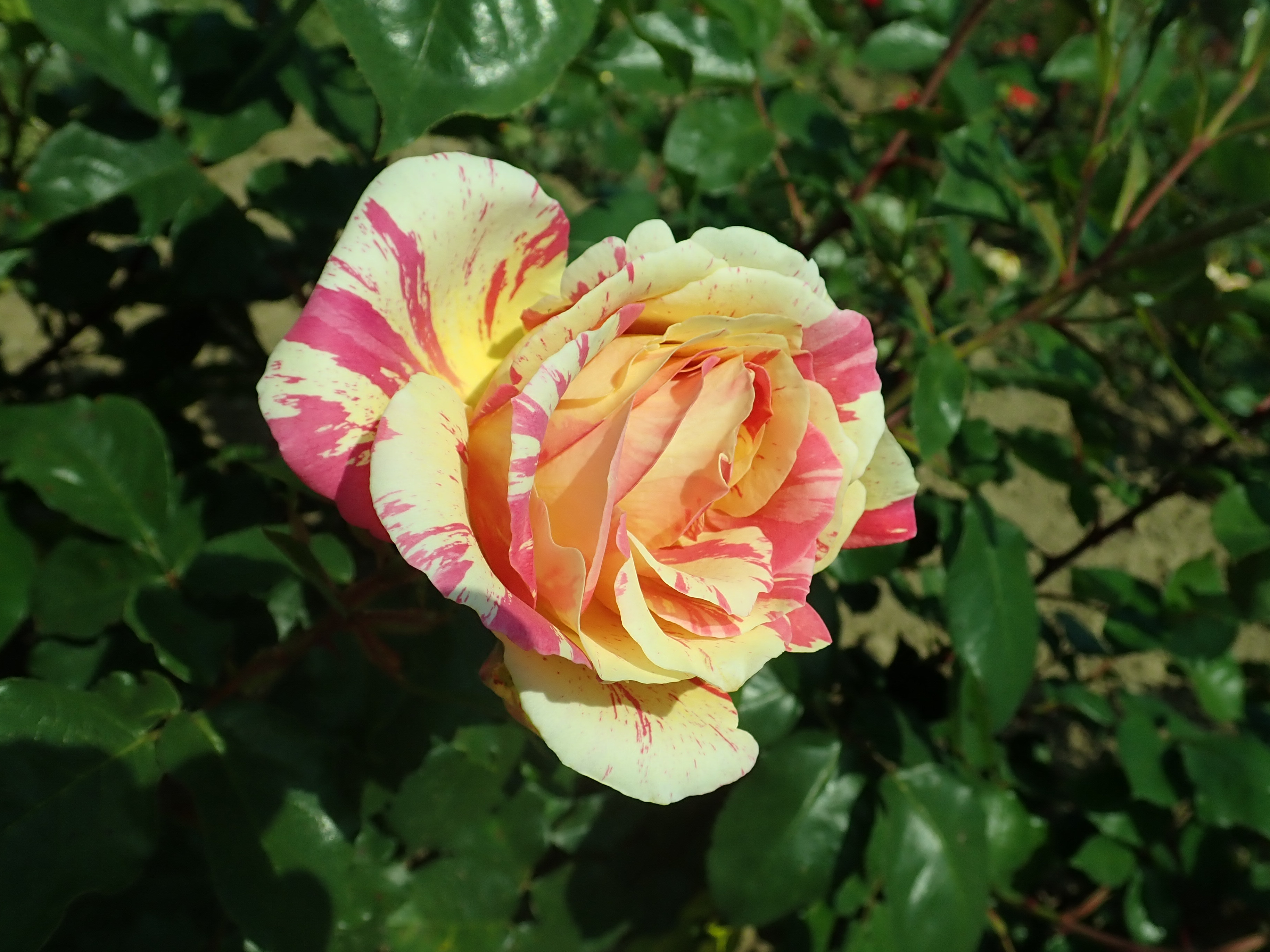
Rose Rosita Missoni.

Un cultivar de rose jaune et rouge porte le nom de Rosita Missoni.